# جاك ريد
جاك ريد (بالإنجليزية: Jack Reed)‏ هو سياسي أمريكي، ولد في 19 مايو 1924 في توبيلو في الولايات المتحدة، وتوفي في 27 يناير 2016. حزبياً، نشط في الحزب الجمهوري.